# Amador Lorenzo
Amador Lorenzo Lemos, plus connu comme Amador, né le 29 septembre 1954 à Bueu (Galice, Espagne), est un footballeur espagnol qui jouait au poste de gardien de but.

## Carrière
Amador Lorenzo commence à jouer avec l'Atlético Pontevedrés, équipe réserve du Pontevedra CF. Avec Pontevedra CF, il débute en deuxième division.
En 1975, il est recruté par le Real Madrid pour jouer avec l'équipe réserve, Castilla CF. Amador intègre l'équipe première du Real Madrid en 1976 en tant que troisième gardien. 
Il ne joue aucun match lors de sa première saison, mais les blessures des titulaires Mariano García Remón et Miguel Ángel obligent l'entraîneur Luis Molowny à faire débuter Amador en première division. Amador débute donc le 6 novembre 1977 au stade Santiago Bernabéu face à Valence CF. Le Real remporte le titre en fin de saison.
En 1978, Amador est transféré à l'Hércules d'Alicante où il joue à un bon niveau. En 1980, il est recruté par le FC Barcelone comme remplaçant de Pedro María Artola puis d'Urruti. Amador joue en tout huit matchs de championnat avec le FC Barcelone en six saisons au club.
Il réussit à ne pas encaisser de but au Camp Nou pendant neuf matchs consécutifs lors de la saison 1985-1986.
Malgré le peu de matchs joués, Amador a engrangé de nombreux titres lors de son étape barcelonaise : un championnat d'Espagne (saison 1984-1985), deux Coupes d'Espagne, deux Coupes de la Ligue, une Supercoupe d'Espagne, une Coupe des coupes et une finale de Coupe d'Europe des clubs champions en 1986.
En 1986, il quitte Barcelone et rejoint le Real Murcie. Avec Murcie il est titulaire pendant trois saisons en première division. Le club descend en deuxième division en 1989 et Amador décide alors de mettre un terme à sa carrière de footballeur.
Il retourne vivre dans sa Galice natale d'où il collabore avec le staff du FC Barcelone dans le suivi des jeunes espoirs de sa région.